# Targhe d'immatricolazione di Andorra

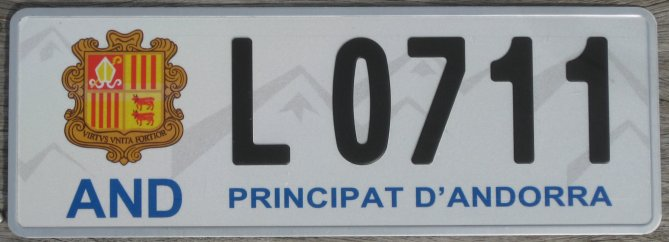
Targa posteriore standard del Principato di Andorra con formato in uso da marzo 2011

Le targhe d'immatricolazione di Andorra vengono utilizzate per identificare i veicoli immatricolati nel Principato di Andorra.

## Caratteristiche

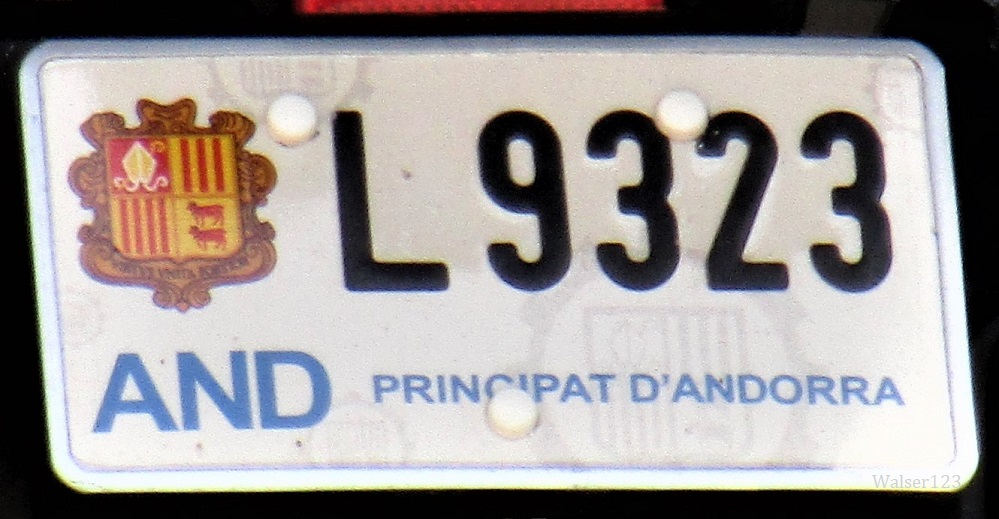
Targa di un motociclo

Le targhe possono essere di alluminio o di plastica, con caratteri neri e bordo grigio su fondo bianco; a sinistra si trova la sigla internazionale AND azzurra (da marzo 2011, nelle sole targhe posteriori e in quelle dei motocicli), sovrastata dallo stemma del principato. La serie alfanumerica è composta da una lettera, leggermente distanziata da un numero di quattro cifre. Nella parte inferiore è posizionata la scritta in catalano "PRINCIPAT D'ANDORRA", di colore azzurro. 
Il nuovo regolamento prevede la possibilità di applicare targhe d'immatricolazione di dimensioni ridotte (vd. infra) nei casi in cui lo spazio della vettura sia insufficiente all'alloggiamento della targa anteriore o posteriore ordinaria.

### Targhe personalizzate

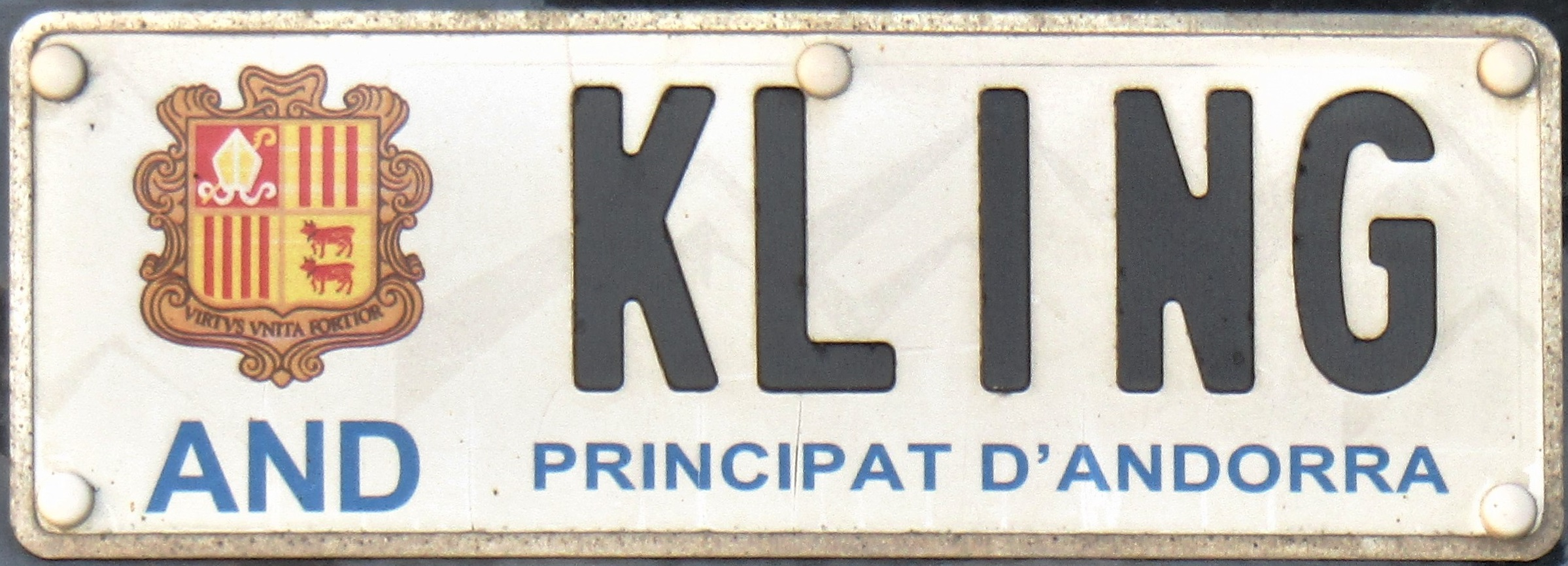
Targa personalizzata

Nel principato vengono emesse targhe personalizzate dal 29 dicembre 2014. Il progetto di legge che le ha introdotte, approvato il 30 ottobre dell'anno suddetto, stabilisce che si possano scegliere da un minimo di due ad un massimo di cinque caratteri, consistenti in cifre da 0 a 9 o lettere dell'alfabeto catalano. Per evitare coincidenze con le combinazioni già esistenti, è obbligatorio l'inserimento di almeno due lettere. Si richiede inoltre di evitare l'uso di acronimi identificativi dello Stato quali "AND" o "AD", delle lettere "A", "CC", "CD", "CMD" e "MT" (riservate alle targhe diplomatiche), nonché della parola "PROVA". È infine proibito l'utilizzo di combinazioni che formino parole o espressioni contrarie alla morale (offensive, oscene o blasfeme) o all'ordine pubblico. Il costo aggiuntivo di queste targhe varia da un minimo di 300 ad un massimo di 6.000€.

### Dimensioni
- Formato standard per autoveicoli: 340 × 120 mm
- Formato su un'unica linea per motocicli con cilindrata superiore a 125 cm³ e veicoli speciali: 223 × 119 mm
- Formato su doppia linea per motocicli > 125 cm³, con la lettera in alto e le cifre in basso: 100 × 168 mm
- Formato ridotto per autoveicoli con l'alloggiamento per la targa posteriore o anteriore limitato: 275 × 90 mm
- Formato su un'unica linea per ciclomotori e motocicli con cilindrata ≤ 125 cm³: 106 × 66 mm (70 × 44 mm fino alla numerazione 9000)

## Storia

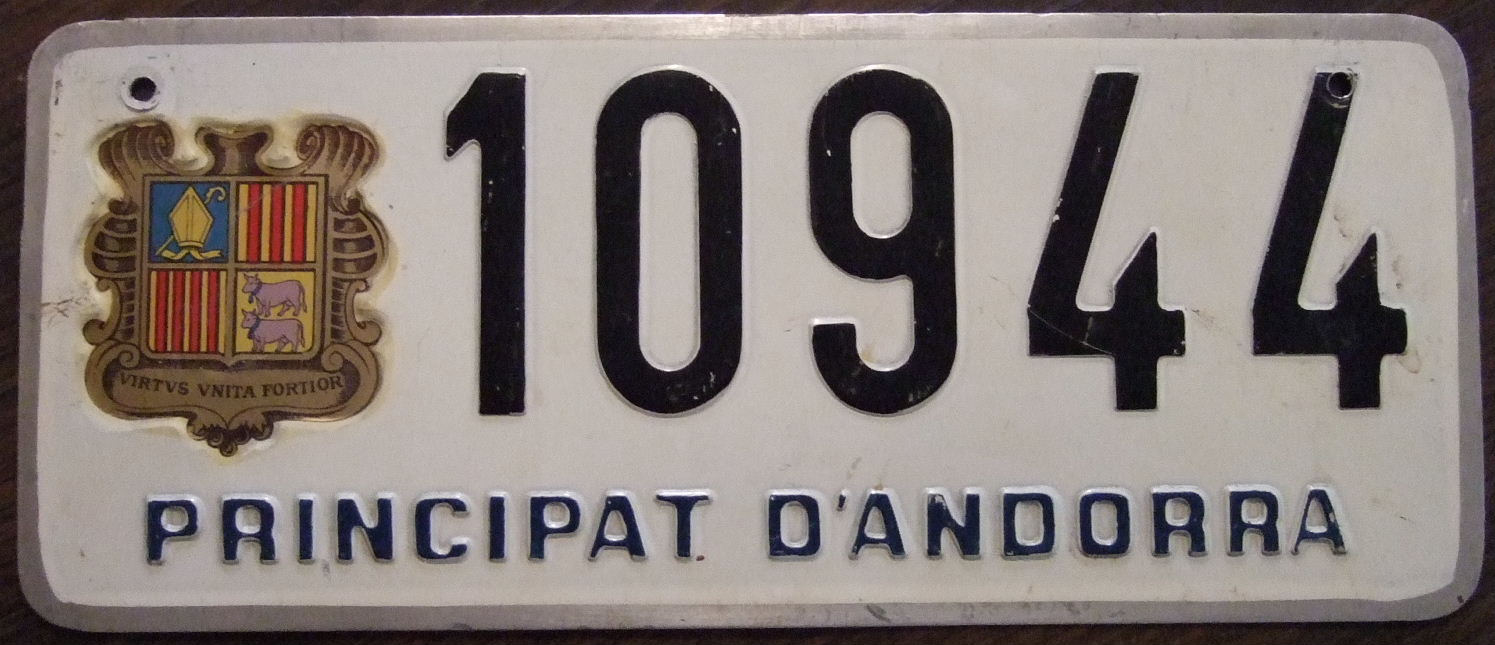
Targa del tipo cessato il 30/11/1989

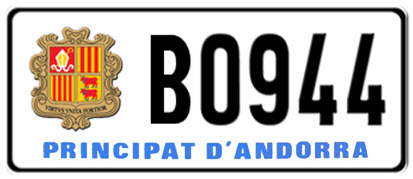
Formato terminato a marzo 2011

Le prime targhe andorrane furono emesse il 10 giugno 1923. Avevano il fondo bianco e le lettere RA (acronimo di Republica d'Andorra in catalano) nere seguite da un trattino e un numero progressivo a una o due cifre. Ma poiché tale sigla non era considerata di facile comprensione, fu cambiata in AND nel 1932. 
Il 9 settembre 1951, arrivata a "AND-700A", la numerazione ripartì da "AND 1". 

Nel 1958 la sigla internazionale venne sostituita dalla scritta "PRINCIPAT D'ANDORRA" e dallo stemma nazionale, bianco e nero. Entrambi furono impressi a colori dal 1963. La serie numerica da 8000 a 8099 fu assegnata ai veicoli governativi.

A partire da ottobre 1970 le cifre progressive divennero cinque. Dal 1º dicembre 1989 subentrò una nuova numerazione, con una lettera seguita (senza spazio) da quattro cifre.

L'attuale formato, con le lettere "AND" azzurre sotto lo stemma a sinistra, è in circolazione da marzo 2011.

## Varianti

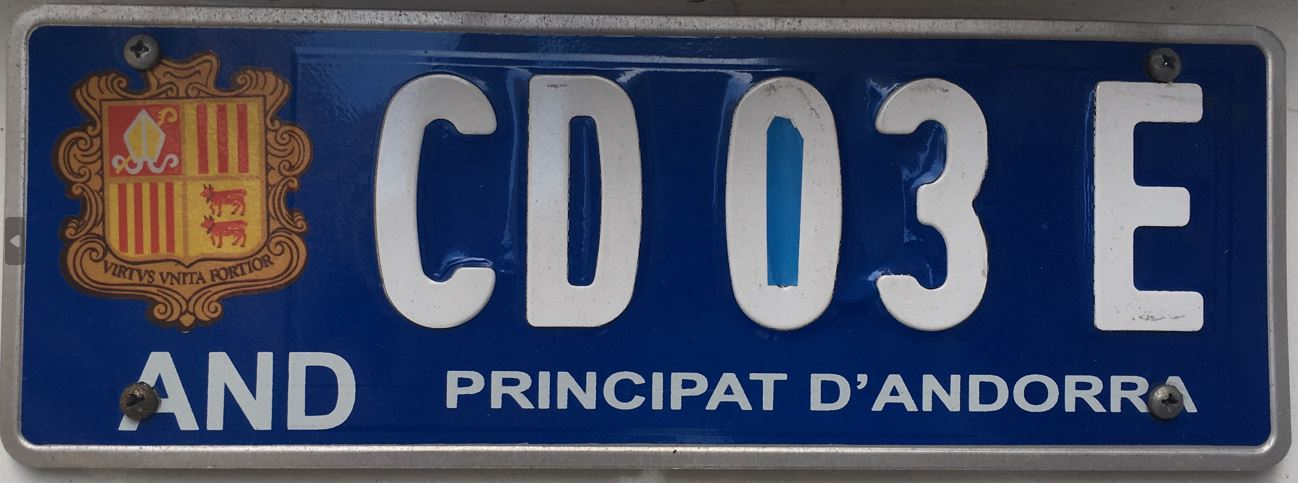
Targa di una vettura del Corpo diplomatico o consolare spagnolo (lettera E a destra)

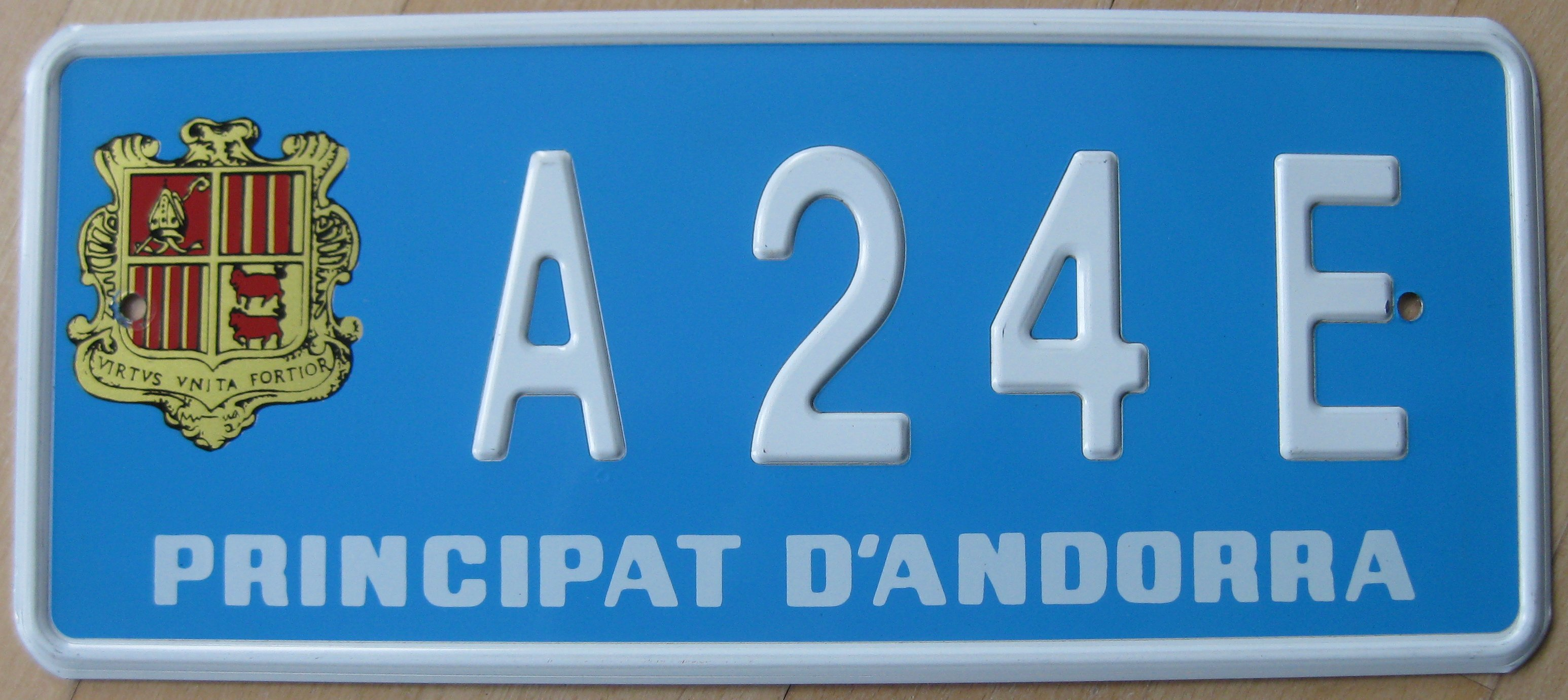
Targa pre-2011 di un veicolo del personale tecnico-amministrativo dell'ambasciata spagnola

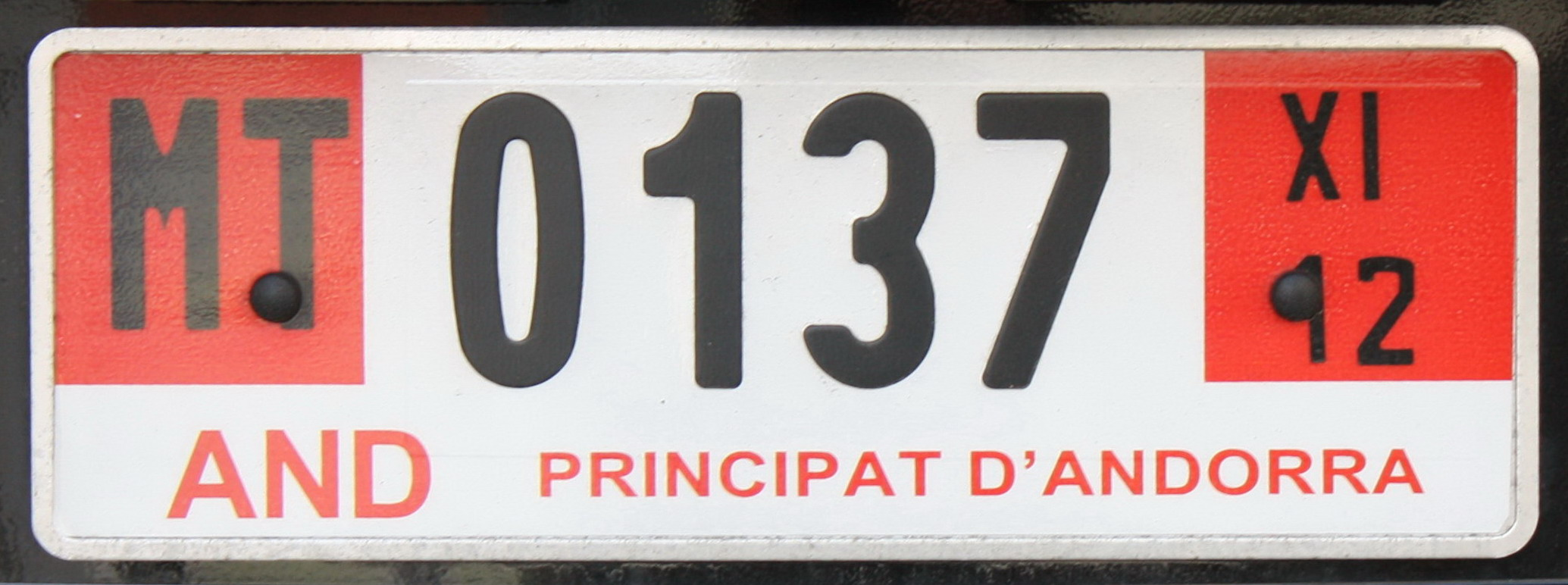
Targa provvisoria di transito con formato in uso dal 2012

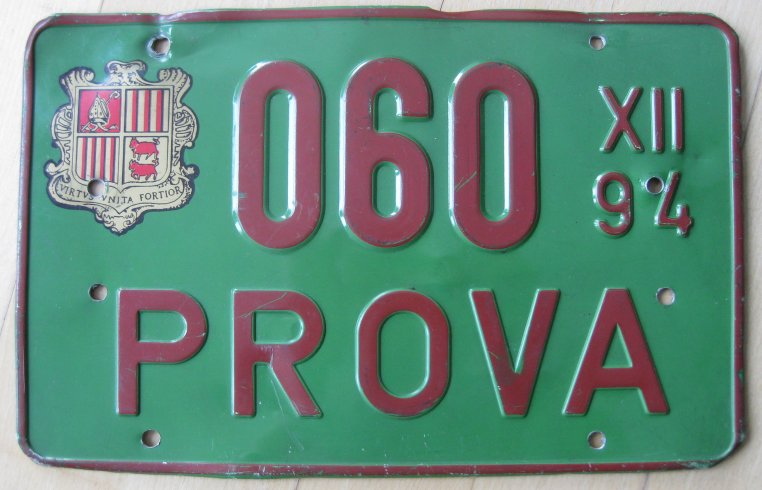
Targa prova

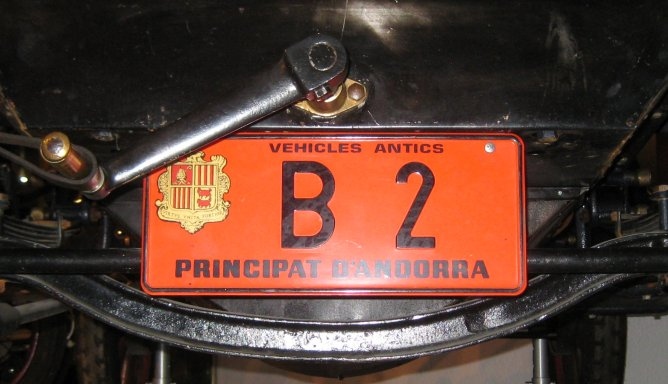
Targa di un veicolo d'epoca

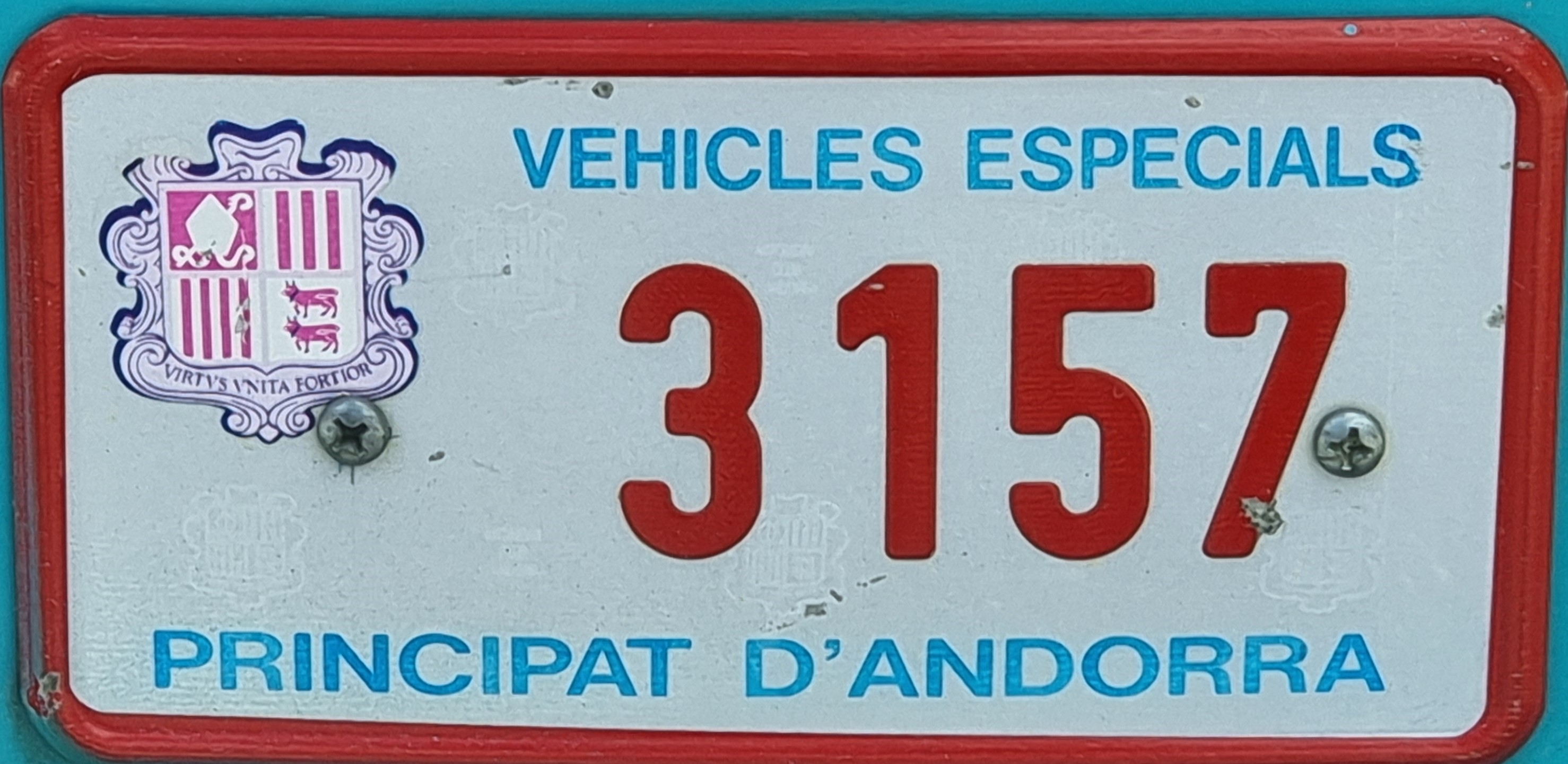
Design utilizzato per veicoli speciali (es.: macchine agricole)

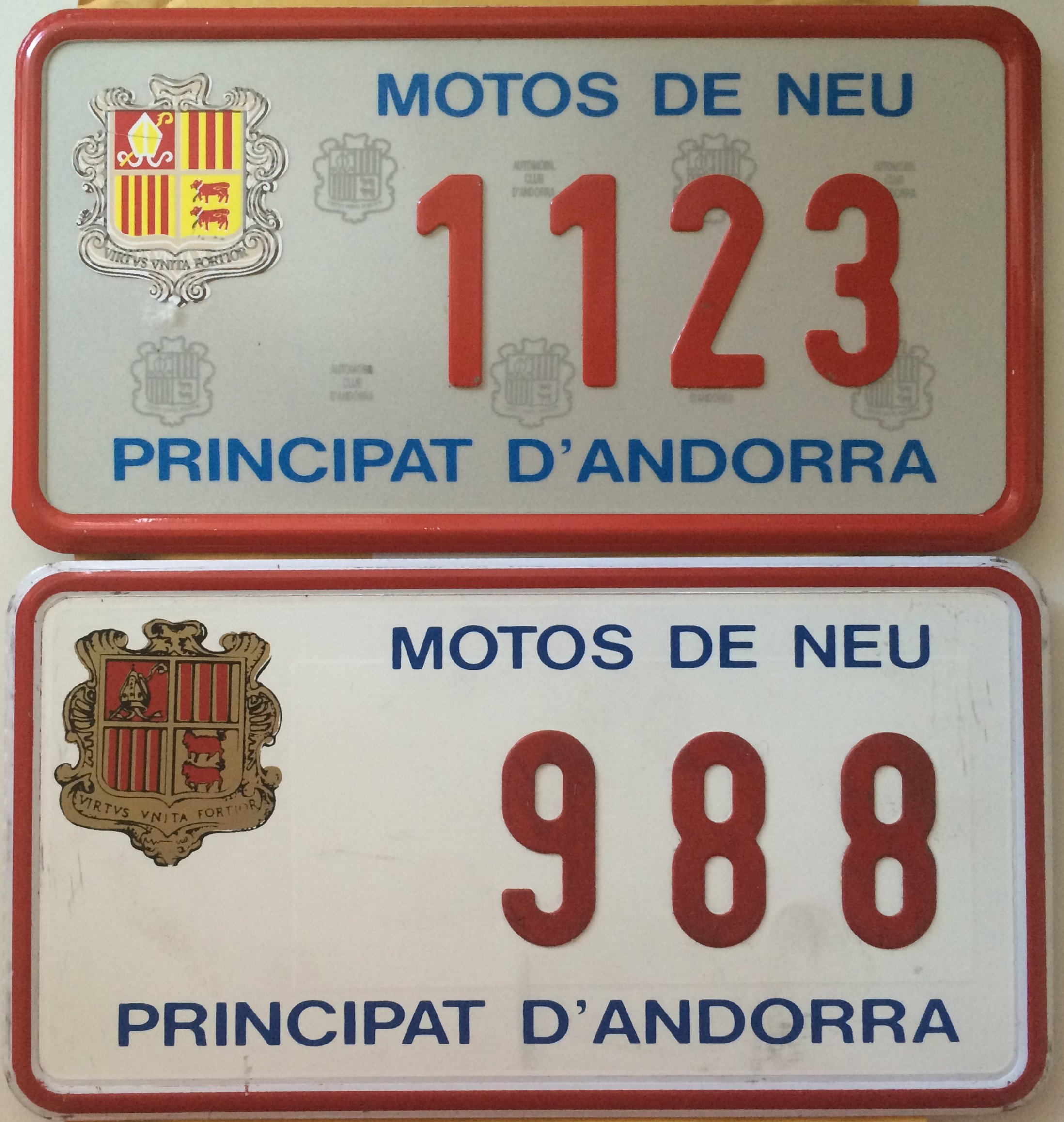
Formato attuale (in alto) e antecedente al 2011 (in basso) per motoslitte)

- Ciclomotori e motocicli fino a 125 cm³: hanno il bordo blu; la bandiera del Principato è seguita da una combinazione consistente in un numero progressivo di quattro o cinque cifre nere su fondo bianco. In alto è posizionata la scritta "ANDORRA" a caratteri blu all'interno di un rettangolo giallo.
- Corpo diplomatico, Corpo consolare: strutturalmente simili alle targhe ordinarie, se ne differenziano unicamente per il colore della base (blu) e dei caratteri (bianco o argento). Le serie alfanumeriche sono rispettivamente CD xxL e CCxxxL (x = cifra, L = lettera identificativa dello Stato della rappresentanza[4]).
- Capo di una missione diplomatica: anche queste targhe sono blu con caratteri bianchi o argento. Il blocco alfanumerico è CMD xL.
- Personale tecnico-amministrativo di un'ambasciata: lettere e cifre bianche o argento su fondo azzurro. La serie alfanumerica è A xx L.
- Targhe provvisorie di transito: presentano al centro una combinazione numerica formata da quattro o cinque cifre e ai lati due quadrati rossi, collocati in prossimità degli angoli superiori in modo da lasciare uno spazio bianco nella parte inferiore della targa. Nel quadrato a sinistra sono posizionate le lettere "MT" (che stanno per Matricula Temporal), mentre in quello a destra sono riportati il mese in numero romano e, allineate in verticale sotto questo, le ultime due cifre dell'anno di scadenza della validità. In basso la sigla internazionale "AND" (non presente prima del 2012) precede la scritta "PRINCIPAT D'ANDORRA", entrambe a caratteri rossi. Nel 2000 furono aggiunti i due ologrammi di sicurezza.
- Targhe prova: strutturate su due righe, sono verdi con bordo e caratteri rossi. Sulla riga superiore si trova lo stemma del principato, seguito da una sequenza numerica di tre cifre, che a sua volta precede, disposti su due righe e scritti più in piccolo, il mese (in numero romano) e le ultime due cifre dell'anno di validità della targa. Sulla linea inferiore è riportata la parola "PROVA", a caratteri leggermente più piccoli di quelli delle cifre. Le dimensioni (300 × 190 mm) sono diverse da quelle delle targhe standard.
- Targhe per veicoli d'epoca: si distinguono per i caratteri neri su fondo arancione. Sulla sinistra è impresso lo stemma del principato, seguito da un blocco alfanumerico composto da una lettera (partendo da "A") e non più di tre cifre oppure da un numero di cinque cifre (da 58001 a 99999); in basso è presente la scritta "PRINCIPAT D'ANDORRA", mentre in alto, sotto il bordo superiore, è riportata la dicitura "VEHICLES ANTICS".
- Vetture ufficiali dei Coprincipi: dal 2014 queste targhe non hanno più la scritta nera "OFICIAL" o "GOVERN" al centro e la dicitura "PRINCIPAT D'ANDORRA" in basso di dimensioni ridotte su fondo bianco o tricolore (blu, giallo e rosso), ma sono solamente composte dalla bandiera nazionale.
- Veicoli speciali (incluse teleferiche e macchine agricole): hanno targhe di dimensioni lievemente inferiori alle altre, sono bianche con bordo e caratteri rossi. Lo stemma del Principato, a sinistra, è seguito da una serie che nel formato attuale è composta da quattro cifre; in basso è situata la scritta "PRINCIPAT D'ANDORRA" di colore azzurro, mentre in alto, sotto il bordo superiore, sono riportate le parole "VEHICLES ESPECIALS", anch'esse azzurre.
- Motoslitte: formato e colori sono identici a quelli dei veicoli speciali; cambia soltanto la scritta sotto il bordo superiore, che è "MOTOS DE NEU".
- Le targhe dei macchinari sono analoghe a quelle dei veicoli speciali e delle motoslitte, ma con in alto la dicitura "GINY MECÁNIC" ("macchinario meccanico") e in basso la scritta "NO APTE VIA PÚBLICA" ("non adatto a strade pubbliche") impressa su una banda di colore rosso vermiglio.
- Motociclette da enduro o trial: la targa è verticale e si struttura su cinque righe: sulla prima si trova lo stemma del principato, sulla seconda una lettera seguita da una cifra, sulla terza un numero di tre cifre, sulla quarta la sigla "AND" di colore azzurro e sulla quinta la scritta "PRINCIPAT D'ANDORRA", anch'essa azzurra. Una linea orizzontale dello stesso colore separa il numero di tre cifre dalla sigla internazionale.